# Pachypodium brevicaule
Pachypodium brevicaule Baker, 1887 è una pianta della famiglia delle Apocinacee, endemica del Madagascar.

## Descrizione

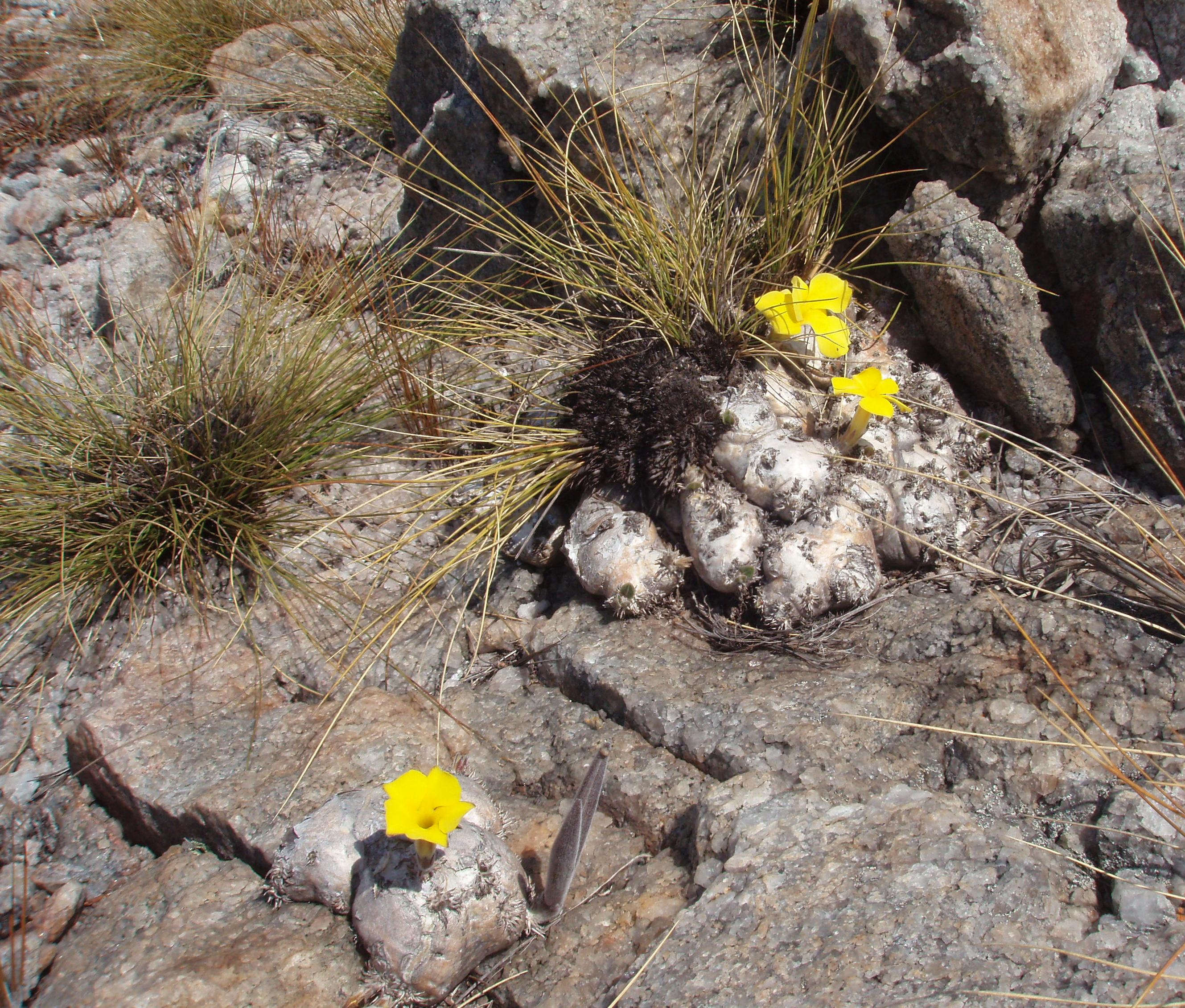
Esemplari in fioritura nel loro habitat.

Il fusto è breve e tozzo, con rami pure brevi e tozzi: l'insieme forma una pianta alta pochi centimetri, larga fino a mezzo metro, di colore grigio chiaro. Ogni anno i rami si allungano pochissimo; durante il riposo, la parte nuova, retratta appare come un ciuffetto di spine-setole brevi e molli.
Le foglie sono lunghe pochi centimetri, ovali e coriacee.
I fiori sono di colore giallo.

## Distribuzione e habitat
P. brevicaule vive unicamente nella zona centrale del Madagascar (provincie di Antananarivo e Fianarantsoa) ad altitudini comprese tra 1.300 e 1.900 m s.l.m.

## Conservazione
La Lista rossa IUCN classifica Pachypodium brevicaule come specie vulnerabile.